# Elecciones parlamentarias de Islandia de 1963
Las elecciones parlamentarias de Islandia fueron realizadas el 9 de junio de 1963. El Partido de la Independencia ganó 16 de los 40 escaños en la Cámara Baja del Alþingi. Tras las elecciones, Bjarni Benediktsson fue nombrado primer ministro para el período 1963-1970.

## Resultados
| Partido                     | Votos  | %    | Cámara Baja | Cámara Baja | Cámara Alta | Cámara Alta |
| Partido                     | Votos  | %    | Escaños     | +/–         | Escaños     | +/–         |
| --------------------------- | ------ | ---- | ----------- | ----------- | ----------- | ----------- |
| Partido de la Independencia | 37.021 | 41.4 | 16          | 0           | 8           | 0           |
| Partido Progresista         | 25.217 | 28.2 | 13          | +2          | 6           | 0           |
| Alianza Popular             | 14.274 | 16.0 | 6           | –1          | 3           | 0           |
| Partido Socialdemócrata     | 12.697 | 14.2 | 5           | –1          | 3           | 0           |
| Independientes              | 143    | 0.2  | 0           | Nuevo       | 0           | Nuevo       |
| Votos en blanco/nulos       | 1.606  | –    | –           | –           | –           | –           |
| Total                       | 90.958 | 100  | 40          | 0           | 20          | 0           |
| Participación electoral     | 99.798 | 91.1 | –           | –           | –           | –           |
| Fuente: Nohlen & Stöver     |        |      |             |             |             |             |